# Kievitswaard
Kievitswaard (51° 48′ N, 4° 49′ L) é uma cidade dos Países Baixos, na província de Brabante do Norte. Kievitswaard pertence ao município de Werkendam, e está situada a 10 km, a leste de Dordrecht.